# 海因茨·菲特雷尔
海因茨·菲特雷尔（德語：Heinz Fütterer，1931年10月14日—2019年2月10日），德国男子田径运动员。他曾代表德国联队参加1956年夏季奥林匹克运动会田径比赛，获得男子4×100米接力铜牌。